# Sukena
Sukena es un grupo de música pop creado en 2021 en Oñate.

## Trayectoria
Durante el cierre provocado por la pandemia de COVID-19, las hermanas Eider y Naia comenzaron a hacer versiones de canciones en las redes sociales  y en un concierto en el centro juvenil de Oñate y se unieron a Julen Murua y crearon el grupo Sukena. Eligieron el nombre de "Sukena", nombre de la madre de un niño saharaui que traía cada año la abuela de las hermanas Herraez.
Comenzaron a hacer conciertos acústicos y a crear sus propias canciones. En 2021 participaron en el concurso de "Gaztea cover" y en 2022 como quinteto (con Iratxe, Asier y Xabi) en el concurso de Danbaka   . En 2023 completaron el sexteto (Xanti) y lanzaron su primer álbum, Es imposible guardarlo todo  . El sencillo principal del álbum fue "Jakin nahi nuke". También participaron en el concurso de maquetas de Gaztea del mismo año.

## Discografía
- Guztia gordetzea ezinezkoa da (2023, autoproducido) [4]